# دونكان كير
دونكان كير (بالإنجليزية: Duncan James Colquhoun Kerr)‏ هو أكاديمي وموظف مدني ومحام بالقضاء العالي وقاضي وسياسي أسترالي، ولد في 26 فبراير 1952 في أستراليا. حزبياً، نشط في حزب العمال الأسترالي.

## مناصب
- انتخب قاضي المحكمة الاتحادية لأستراليا ‏ (10 مايو 2012 – ).
- انتخب وزير العدل [الإنجليزية]‏.
- انتخب المدعي العالم لأستراليا [الإنجليزية]‏.
- انتخب عضو مجلس النواب الأسترالي عن دائرة Division of Denison [الإنجليزية]‏ (11 يوليو 1987 – 19 يوليو 2010).